# Mary Reynolds
Mary Reynolds – irlandzka ogrodniczka, architektka krajobrazu, autorka książek i aktywistka. Jako najmłodsza kobieta w historii zdobyła złoty medal w konkursie Chelsea Flower Show w 2002 roku. W 2016 roku wydała swoją pierwszą książkę The Garden Awakening (pol. wydanie Ogrodowe przebudzenie. W trosce o ziemię i nas samych, Wydawnictwo Literackie, 2021). Kariera oraz dokonania Mary Reynolds stały się inspiracją dla twórców biograficznego dramatu Dzika jak natura (Dare to Be Wild, 2016).

## Życiorys
Reynolds wychowywała się w Wexford w Irlandii, miała czwórkę rodzeństwa. Jej ojciec, Séan, był gleboznawcą i rolnikiem, a matka, Teresa, pracowała jako nauczycielka. W wywiadach Reynolds wspomina, że przyrodą zafascynowała się w dzieciństwie. Pewnego dnia zagubiła się na rodzinnej farmie i poczuła, jak rośliny „pochylają się ku mnie […] walcząc o moją uwagę. Chciały, abym uświadomiła sobie, że są częścią mojej rodziny”. Reynolds studiowała architekturę krajobrazu na University College Dublin. Po uzyskaniu dyplomu zajęła się zawodowo projektowaniem ogrodów. Obecnie wraz z dwójką dzieci mieszka w pięcioakrowej posiadłości w rodzinnym Wexford.

## Kariera i osiągnięcia

### Chelsea Flower Show (2002 rok)
Projekt konkursowy, który Reynolds przygotowała na Chelsea Flower Show w 2002 roku, został dostarczony jurorom z Royal Horticultural Society owinięty w liście mięty. Fragment tekstu brzmiał: „Ludzie podróżują po świecie, aby oglądać i podziwiać miejsca dziewicze, które zachowały naturalne piękno, podczas gdy we współczesnych ogrodach nikt nie uwagi na prostotę i piękno tych przestrzeni”. Uczestnicy byli zobowiązani przedstawić dowody, że dla swoich projektów pozyskali sponsorów oraz kwoty w wysokości 150 000 funtów. Reynolds dostarczyła wymagane dokumenty, później jednak przyznała: „Bardzo starannie sformułowałam swoje zgłoszenie, nie podałam jednak żadnej kwoty; [moi sponsorzy] dali mi funta, więc nie minęłam się z prawdą”. Później zdobyła wymagane środki. 
Aby dokończyć budowę ogrodu, Reynolds zwróciła się z prośbą o pomoc do Christy Collard z irlandzkiej firmy ogrodniczej Future Forests. Projekt zatytułowany „Tearmann sí - A Celtic Sanctuary” został nagrodzony złotym medalem i zyskał uznanie w całym kraju. Instalację otwierała brama księżycowa, ścieżka prowadziła w dół ku czterem kamiennym tronom druidów otaczających misę paleniskową umieszczoną nad stawem. W ogrodzie zasadzono 500 rodzimych irlandzkich roślin, takich jak np. głogi. Jednym z oglądających instalację Mary Reynolds był książę Karol, regularny gość Chelsea Flower Show, który w jej towarzystwie zwiedził ogród. 

### Projekty ogrodów
Projekty Mary Reynolds zawierają często następujące elementy:
- spiralne kamienne mury w stylu ciągu Fibonacciego
- rodzime kwiaty i dzikie zwierzęta, co określa się jako „leśne ogrodnictwo”
- kamienne rzeźby w stylu tradycyjnych konstrukcji celtyckich, obeliski, trony druidów
- kształty i wzory natury.

#### Kew Gardens
Po sukcesie, jaki Mary Reynolds odniosła na Chelsea Flower Show w 2002 roku, rząd brytyjski zlecił jej zaprojektowanie ogrodu w Królewskich Ogrodach Botanicznych w Kew. Inspiracją projektu stał się wiersz W. B. Yeatsa Skradzione dziecko. Znalazła się w nim m.in. kamienna rzeźba przedstawiająca śpiącą leśną wróżkę, o której mowa w wierszu. 

#### Delta Sensory Gardens: Stolen Child Garden
Kolejne zlecenie dotyczyło projektu ogrodu w Delta Sensory Gardens w Carlow w Irlandii. Ogród naśladuje projekt z Kew Gardens i jako taki zawiera m.in. pokrytą mchem kamienną rzeźbę śpiącej leśnej wróżki. Znajduje się w nim także roślinna rzeźba uformowana przez irlandzkiego ogrodnika Martina Monksa. 

#### Brigit's Garden: Gairdin Bhride
Brigit's Garden znajduje się w Galway w Irlandii. Mary Reynolds zaprojektowała go na zlecenie Jenny Beale, fundatorki niezwykłej przestrzeni parkowo-ogrodowej. Beale poprosiła o projekt składający się z czterech centralnych ogrodów inspirowanych celtyckimi świętami: Samhain, Imbolc, Bealtaine i Lughnasa. W każdym ogrodzie znajduje się rzeźba wykonana przez lokalnych artystów. Wapienny mur wije się przez cały ogród, a w ogrodzie Lughnasa umieszczono kręgi wapiennych obelisków.

#### New Ross Park
New Ross Library Park znajduje się w Wexford w Irlandii. Inspiracji dla projektu dostarczyły irlandzka mitologia oraz przekazy historyczne. W ogrodzie można podziwiać m.in. amfiteatr oraz zegar słoneczny według projektu Eamonna Hore'a i Liama O’Neilla. Zasadzone drzewa są skorelowane z literami alfabetu ogamicznego wyrytymi w kamiennym chodniku.
Pozostałe prace
- Cornwall Seaside Garden w Camel Quarry House w Kornwalii: tarasowy spiralny kamienny mur[16]
- Celtic Gardens w Monart Destination Spa w Wexford w Irlandii: kamienne mosty i kaskadowy wodospad[17]
- Convent Gardens oraz Tree Of Life Garden w Díseart Visitor Centre w Kerry w Irlandii[18]
- Ogród „Buncloch” lub kamień węgielny w Farmleigh House w Castlenock w Irlandii: ogród upamiętniający Proklamację Republiki Irlandzkiej w 1916 r.[19]
- Ogrody na dachu penthouse’u w Dublinie: posiadają w pełni nawadniane tarasy ogrodowe obsadzone rozmaitymi roślinami i drzewami[20]

## Publikacje
Ogrodowe przebudzenie. W trosce o ziemię i nas samych (2016)
Pierwsza książka Mary Reynolds [ oryg. tytuł: The Garden Awakening: Designs to Nurture the Land and Ourselves] łączy wspomnienia autorki z poradnikiem promującym zrównoważone praktyki ogrodnicze poprzez „leśne ogrodnictwo” i podkreślającym jej duchową łączność z irlandzkim krajobrazem, która wyraża się poprzez wprowadzanie do projektów symboli celtyckiej magii i religii. Książka zawiera ilustracje Ruth Evans, rysunki i szkice samej Reynolds oraz przedmowę Larry’ego Korna.
Zachwyt nad książką wyraziła słynna badaczka Jane Goodall, która w video skierowanym do autorki stwierdziła m.in.: „Bardzo spodobał mi się sposób, w jaki poruszasz kwestie duchowości ziemi i magii natury. Cieszę się też, że podjęłaś temat, o którym sama od dawna żarliwie mówię – niszczenia środowiska chemikaliami stosowanymi w przemyśle rolniczym. Że wytykasz praktyki części wielkich korporacji, które bogacą się, sprzedając nam produkty zatruwające ziemię, mimo że sami możemy wytworzyć lepsze rzeczy znacznie taniej. Liczę, że wiele osób przeczyta Twoją książkę i w rezultacie zyska większą świadomość, jak żyć w harmonii z ogrodem, że ludzie ci wysłuchają Twoich wskazówek, jak uczynić te miejsca piękniejszymi i wspanialszymi, by poczuli się w nich jak w domu”. Uznanie dla książki wyraził również Sir Tim Smitt, współzałożyciel Eden Project oraz James Alexander-Sinclair, sędzia i członek rady Królewskiego Towarzystwa Ogrodniczego w Londynie. Polskie tłumaczenie książki autorstwa Katarzyny Makaruk ukazuje się nakładem Wydawnictwa Literackiego.

## Poglądy i aktywizm

### Celtycka magia
W swoich artykułach i wywiadach Reynolds często odwołuje się do celtyckiego dziedzictwa. W wywiadzie dla „Irish Examiner” Reynolds stwierdziła, że nie jest religijna, ale odnalazła wiarę w naturze. W swoich projektach krajobrazowych wykorzystuje również celtycki folklor, wierzenia i tradycyjne symbole takie jak trony druidów, obeliski czy wróżki. W kwietniu 2019 roku w podcaście Cultivating Place Reynolds nazywała swój ogród „uniwersalną skrzynką pocztową, z której można wysyłać swoje życzenia i intencje” i porównała proces ogrodnictwa do rzucania zaklęcia, które pomoże „uzdrowić ziemię”.

### Ochrona środowiska
Reynolds angażuje się chętnie w działania na rzecz ochrony środowiska w Irlandii i jest doceniana za wysiłki na rzecz promocji zrównoważonego stylu życia oraz gospodarowania zasobami naturalnymi, jakie podejmuje w licznych wywiadach i warsztatach. W 2017 roku jako instruktorka kursu w Irish National Heritage Park w Wexford skupiała się na metodach „uzdrawiania” ziemi w celu przywrócenia jej do stanu pierwotnego.

#### WeAreTheArk.org
WeAreTheArk.org to ekologiczny projekt zainicjowany przez Mary Reynolds w 2018 roku, dla którego inspiracją stała się obserwacja lokalnej roślinności wypieranej z siedliska przez działania firm deweloperskich. Celem projektu jest podjęcie działań na szczeblu międzynarodowym zmierzających ku przywróceniu ziemi do stanu pierwotnego, uświadamianie rozmiarów katastrofy ekologicznej, która dzieje się na naszych oczach, budowanie naturalnych enklaw, w których rodzime gatunki roślin i zwierząt mogą się rozwijać w samowystarczalnym środowisku i stworzenie ruchu, z którego ludzie będą czerpać siłę i inspiracje do własnego rozwoju.

### Dzika jak natura
Oparty na biografii i dokonaniach Mary Reynolds pełnometrażowy film (oryginalny tytuł Dare to Be Wild) w reżyserii Vivienne De Courcy miał premierę w marcu 2015 roku na Jamerson International Film Festival w Dublinie. W rolach głównych wystąpili Emma Greenwell i Tom Hughes.